# Wiley T. Buchanan
Wiley T. Buchanan, Jr. (* 4. Januar 1914 in Texas; † 16. Februar 1986 in Washington, D.C.) war ein US-amerikanischer Diplomat.

## Leben
Wiley Buchanan studierte an der Southern Methodist University (Dallas) und an der George Washington University in Washington. Er begann seine Verwaltungslaufbahn während des Zweiten Weltkrieges im War Production Board. Von 1950 bis 1952 war er Beamter in der National Production Authority. 1953 ernannte ihn Präsident Dwight D. Eisenhower zum diplomatischen Geschäftsträger der US-Mission in Luxemburg, ehe er 1955 nach Aufnahme formeller diplomatischer Beziehungen zum Botschafter befördert wurde.
Von 1957 bis 1961 war er Oberster Protokollchef im Weißen Haus unter Präsident Eisenhower. Über die Erinnerungen aus dieser Zeit verfasste er das Buch Red Carpet at the White House, das 1964 veröffentlicht wurde.
Am 25. März 1975 wurde er auf politischen Wunsch von Präsident Gerald Ford hin als außerordentlicher und bevollmächtigter Botschafter der Vereinigten Staaten in Österreich ernannt. Am 2. April 1975 überbrachte er dem österreichischen Präsidenten Rudolf Kirchschläger seine Ernennungsurkunde. Er bekleidete den Posten bis zum 31. März 1977.
Seit 1974 ist seine Familie im Besitz der historischen Villa Beaulieu House in Newport (Rhode Island). Zuletzt lebte er in einem Altenheim in Washington D.C. und starb im Alter von 72 Jahren.
Aus der Ehe mit seiner Frau Ruth Buchanan Wheeler (einer Enkelin von Herbert Henry Dow) entstammen ein Sohn, Wiley Buchanan III., sowie die Töchter Bonnie, verh. Matheson und Diane, gesch. Traina, verh. Wilsey (* 1944). Der Sohn von Diane, Trevor Traina, wurde 2018 ebenfalls zum Botschafter in Österreich nominiert.